# Rush Clark

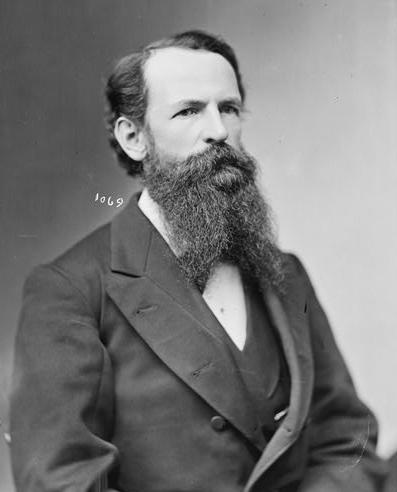
Rush Clark

Rush Clark (* 1. Oktober 1834 in Schellsburg, Bedford County, Pennsylvania; † 29. April 1879 in Washington, D.C.) war ein US-amerikanischer Politiker. Zwischen 1877 und 1879 vertrat er den Bundesstaat Iowa im US-Repräsentantenhaus.

## Werdegang
Rush Clark besuchte die öffentlichen Schulen seiner Heimat einschließlich einer Schule in Ligonier und dem Jefferson College in Canonsburg. Nach einem Jurastudium und seiner im Jahr 1853 erfolgten Zulassung als Rechtsanwalt begann er in Iowa City in seinem neuen Beruf zu praktizieren.
Clark war Mitglied der Republikanischen Partei. Zwischen 1860 und 1864 saß er als Abgeordneter im Repräsentantenhaus von Iowa. Ab 1863 war er Speaker des Hauses. In den Jahren 1861 und 1862 gehörte Clark auch zum Stab von Gouverneur Samuel J. Kirkwood. In dieser Eigenschaft half er bei der Aufstellung einer Freiwilligeneinheit für den Einsatz im Bürgerkrieg. Zwischen 1862 und 1866 war er auch Kurator der University of Iowa. Im Jahr 1876 war er erneut Abgeordneter im Staatsparlament.
Bei den Kongresswahlen des Jahres 1876 wurde Rush Clark im fünften Wahlbezirk von Iowa in das US-Repräsentantenhaus in Washington gewählt. Dort trat er am 4. März 1877 die Nachfolge von James Wilson an. Nach einer Wiederwahl im Jahr 1878 konnte er bis zu seinem Tod am 29. April 1879 im Kongress verbleiben. Er starb sehr plötzlich im Kapitol an einem Anfall von Meningitis.